# Otakar Hrubý
Plukovník Otakar Hrubý (1. listopadu 1913 Nová Paka – 15. května 1993 Nová Paka) byl československý letec a pilot Royal Air Force. Za svoji službu v RAF za 2. světové války obdržel vysoká československá, britská a francouzská vyznamenání. Po únoru 1948 byl perzekvován a vězněn.

## Před válkou
Otakar Hrubý se narodil v roce 1913 v Nové Pace Janu a Anně Hrubých. V mládí cvičil v Sokole. Po vystudování průmyslové automobilové školy v Mladé Boleslavi se v roce 1932 přihlásil do Školy leteckého dorostu v Prostějově. Po jejím dokončení byl přidělen k 82. letce 5. leteckého pluku v Praze, pak sloužil v Hradci Králové a v Brně. Po sedmi letech u letectva byl už jako zkušený pilot 4. pluku v Pardubicích 15. dubna 1939 propuštěn ze zanikajícího československého letectva v hodnosti četaře.

## Za války
4. června 1939 spolu s kamarádem a pozdějším stíhacím esem Stanislavem Fejfarem opustil Novou Paku a přes Těšínsko opustil území Protektorátu. Spolu s nimi odešli ještě škpt. Duda a npor. Hudec. V Gdyni se nalodil na loď Sobieski, přes Boulogne a Paříž se dostal do Marseille, kde vstoupil do Cizinecké legie. Pěší výcvik prodělal v alžírském Sidi-Bel-Abbes. Po vypuknutí 2. světové války byl zařazen do letectva, sloužil v Tunisu a v Oranu. V hodnosti seržanta byl 16. května 1940 prohlášen operačním pilotem a zařazen ke GC I/10. Vykonal několik letů předtím, než Francie kapitulovala, poté přes Casablancu odjel lodí Gib-el-Dersa do Gibraltaru.
16. července 1940 dorazil Ota Hrubý do Liverpoolu, odtud do tábora v Cholmondeley a do čs. depa v Cosfordu. 30. července byl přijat do RAF a v září 1940 byl zařazen jako pilot. Přeškolení na britské letouny zahájil u 6. OTU v Sutton Bridge. 19. října 1940 byl zařazen ke 111. stíhací peruti, takže se stihl zúčastnit závěrečné etapy Bitvy o Británii. V RAF byl hodnocen jako výborný pilot, který však měl potíže s disciplínou.
21. února 1941 Otakar Hrubý poškodil Junkers Ju 88 nad Severním mořem, v září 1941 sestřelil Messerschmitt Bf 109 a další Bf-109 poškodil nad Hazenbrouckem. 12. února 1942 poškodil Bf-109 nad Lamanšským průlivem. Souběžně s úspěchy přicházela vyznamenání a služební postup: v červenci 1941 československá medaile za chrabrost, v září Československý válečný kříž 1939 a povýšení na podporučíka, v únoru 1942 povýšení do britské hodnosti Pilot Officer a v květnu druhý Československý válečný kříž. Poté byl Otakar Hrubý převelen k 313. československé peruti RAF, kde ukončil první operační turnus.
Po službě instruktora u 51. OTU se Otakar Hrubý v prosinci 1942 vrátil k bojovým letům u 310. československé stíhací peruti. Postupně obdržel druhou Československou medaili za chrabrost, povýšení do čs. hodnosti poručíka a britské Flying Lieutenant (v únoru 1944). V červnu 1944 ukončil druhý operační turnus a odešel do letecké školy k přeškolení na vícemotorové letouny. 31. prosince 1944 byl Otakar Hrubý dekorován britským Záslužným leteckým křížem (DFC). Při jednom z cvičných letů na stroji Mosquito NF Mk. XII se v březnu 1945 těžce zranil a do dalších bojů již nezasáhl. 26. září 1945 se po rekonvalescenci, už jako nadporučík Československého letectva a držitel třetího Československého válečného kříže 1939 vrátil do vlasti. Za dobu války vykonal celkem 218 letů nad územím nepřítele.

## Po válce
Po návratu byl Otakar Hrubý jmenován velitelem letky u 12. stíhacího pluku 1. letecké stíhací divize v Praze, v letech 1946–1949 pracoval jako testovací pilot Vojenského leteckého ústavu studijního v Praze-Letňanech. Po komunistickém převratu v roce 1948 byl Otakar Hrubý v roce 1949 vyřazen z letectva a degradován. V letech 1950–1951 byl vězněn v TNP Mírov společně s dalšími piloty jako Františkem Fajtlem nebo Fr. Weberem. Poté pracoval jako řidič v pivovaru, stavební dělník, skladník hutního materiálu a dělník v přádelně. Kvůli nedostatku peněz pracoval až do 73 let. V roce 1969 byl částečně rehabilitován. Po listopadu 1989 byl Otakar Hrubý povýšen na plukovníka a roku 1991 vyznamenán Řádem Milana Rastislava Štefánika. V roce 1990 navštívil Londýn u příležitosti výročí Bitvy o Británii, na recepci pro účastníky Bitvy byl jako jediný z veteránů osloven Královnou matkou.
Otakar Hrubý zemřel v roce 1993 v Nové Pace. V roce 2013 mu byla u příležitosti nedožitých 100. narozenin v jeho rodném městě slavnostně odhalena pamětní deska.